# Distretto di Islay
Il distretto di Islay è uno dei sei  distretti della provincia di Islay, in Perù. Si trova nella regione di Arequipa e si estende su una superficie di 384,08 chilometri quadrati.

Istituito il 2 gennaio 1857, ha per capitale la città di Islay; al censimento 2005 contava 3.926 abitanti.